# Seung-Hui Cho
Seung-Hui Cho (koreanska: 趙承熙, 조승희, Cho Seung-hui), född 18 januari 1984 i Asan, Sydkorea, död 16 april 2007 i Blacksburg i Virginia, var en sydkoreansk-amerikansk massmördare som den 16 april 2007 identifierades av polisen som gärningsmannen bakom skolmassakern på Virginia Tech i USA den 16 april 2007.
Efter dådet tog han sitt liv. Enligt Virginia Tech studerade Cho sitt sista år vid högskolan och läste engelsk litteratur. Han var en sydkoreansk student men hade permanent uppehållstillstånd i USA och bodde i Centreville i Fairfax County i Virginia. Han dödade 33 personer, inklusive sig själv. Skolmassakern är i antal dödsoffer räknat som den näst värsta i amerikansk historia.